# 成田真美
成田真美（なりた まさみ、6月9日 - ）は日本のDJ。青森県出身。愛称は「なりたま」

## 人物
ラジオ放送局で制作の仕事をしていたが退職し、アメリカ・サンフランシスコとフランス・パリに在住。
ライブやクラブ、ロックフェスを数多く体験し、パリではファッションブランド店での勤務経験も経て帰国。
2004年4月FM802でデビュー。2009年からZIP-FMにて「BEATNIK JUNCTION」を担当。
イベントMCや結婚式司会、執筆活動も行っている。
2022年3月 ZIP-FMとの契約満了。

## 過去の担当番組
- FM802
  - FUNKY JAMS 802（2004年4月-2005年3月）
  - HITS UP 802（2005年4月-2006年9月、2007年4月-2007年9月）
  - ROCK KIDS 802（2006年10月-2008年9月）
  - SONY REAL MUSIC（公開生放送MC 2006年10月-2008年9月）
- ZIP-FM
  - BEATNIK JUNCTION（月～木曜日 17:00-19:00)
  - MOTION & EMOTION（日曜日 7:00 - 10:00)
  - Z-POP COUNTDOWN 30（土曜日 13:00 - 15:00)
  - RADIO ORBIT（日曜日 9:00 - 13:00)
  - ROLLING OUT!（2016年4月1日～2022年3月31日、月〜金曜日 5:00 - 6:00)